# Ryszard Białowąs
Ryszard Białowąs (ur. 14 lipca 1947 w Sulechowie, zm. 23 lutego 2004 we Wrocławiu) – polski koszykarz, występujący na pozycji obrońcy, reprezentant kraju, olimpijczyk, multimedalista mistrzostw Polski, po zakończeniu kariery zawodniczej trener koszykarski i działacz sportowy. Starszy chorąży sztabowy Sił Zbrojnych Rzeczypospolitej Polskiej w stanie spoczynku. 
Wychowanek i wieloletni zawodnik Śląska Wrocław (z klubem tym zdobył mistrzostwo Polski w 1970 i 1977), później grał także w Ślęzie Wrocław i Górniku Wałbrzych. Wielokrotny reprezentant Polski, uczestnik Igrzysk Olimpijskich w Monachium 1972; reprezentacja Polski zajęła na turnieju olimpijskim 10. miejsce.

## Osiągnięcia
Na podstawie, o ile nie zaznaczono inaczej

### Drużynowe
- Mistrz Polski (1977, 1979)
- Wicemistrz Polski (1972, 1978)
- Brązowy medalista mistrzostw Polski (1966, 1967, 1969, 1973, 1974)
- Zdobywca Pucharu Polski (1972, 1973, 1977)
- Uczestnik międzynarodowych rozgrywek pucharu:
  - Europy Mistrzów Krajowych – późniejszej Euroligi (1977/1978 – ćwierćfinał)
  - Europy Zdobywców Pucharów (1972/1973 – II runda, 1973/1974 – I runda, 1978/1979 – ćwierćfinał)

### Reprezentacja
- Uczestnik:
  - igrzysk olimpijskich (1972 – 10. miejsce)[3][4][5]
  - turnieju przedolimpijskiego (1976)[6][7]